# Thea von Harbou

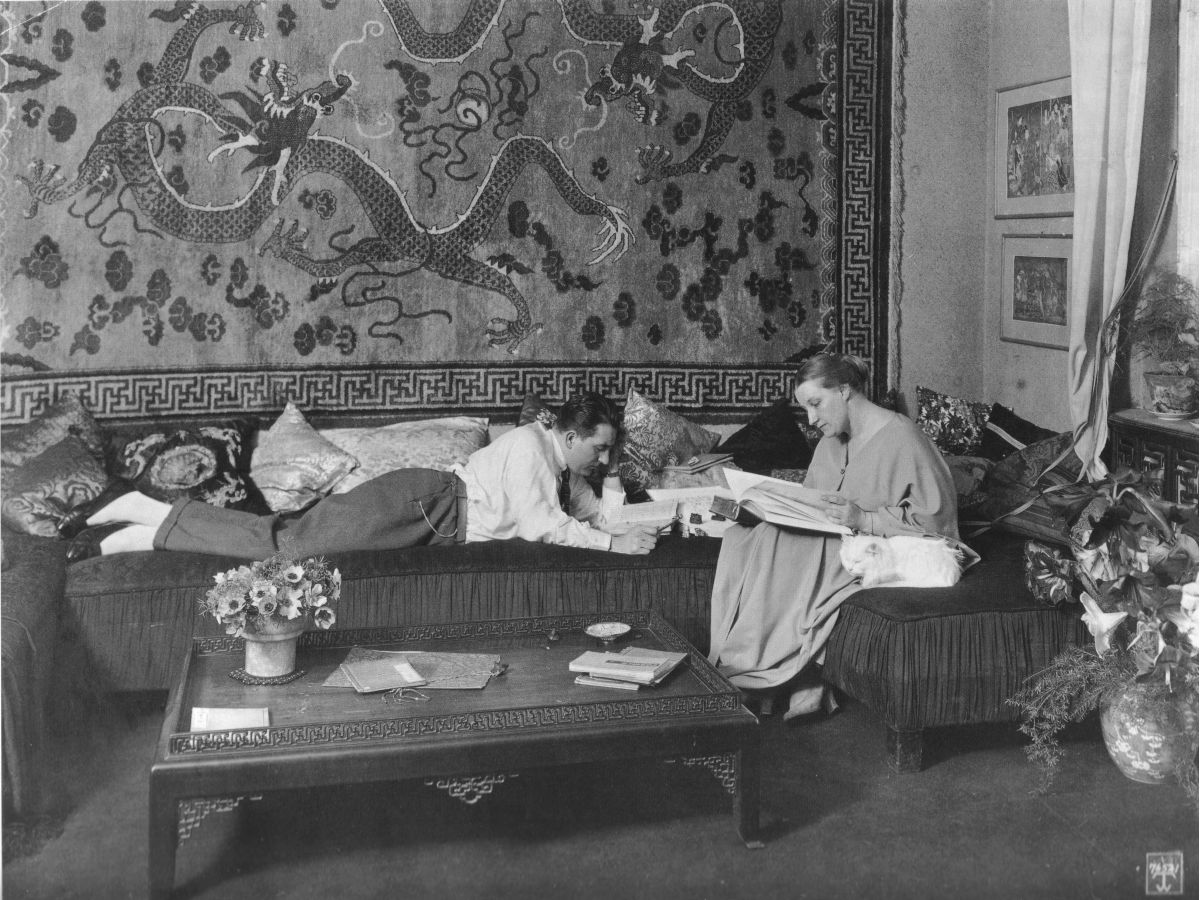
Fritz Lang en Thea von Harbou, door Waldemar Titzenthaler, 1928.

Thea Gabriele von Harbou (Tauperlitz, 27 december 1888 – Berlijn, 1 juli 1954) was een Duitse actrice en auteur van Pruisische adellijke afkomst. In 1905 publiceerde ze haar eerste roman in de Deutsche Roman-Zeitung. Zij begon in 1906 te werken als actrice in Düsseldorf, daarna verhuisde naar Weimar (1908), Chemnitz (1911) en Aken (1913). In Aken ontmoette ze haar eerste man, de acteur en regisseur Rudolf Klein-Rogge, met wie ze in 1914 trouwde. In 1920 schreef ze haar eerste filmscenario, Das Indische Grabmal, samen met Fritz Lang. In 1922 huwde Von Harbou Fritz Lang, nadat ze gescheiden was van Rudolf Klein-Rogge, die zou blijven optreden als acteur in hun films. Von Harbou schreef niet alleen scenario's voor Fritz Lang, maar ook voor films van Friedrich Wilhelm Murnau, Carl Theodor Dreyer en Arthur von Gerlach.
In 1927 schreef zij het scenario voor de invloedrijke film Metropolis. De film ging in januari 1927 in première in Berlijn, maar was commercieel gezien geen groot succes. Desondanks was het publiek zeer onder de indruk van de speciale effecten die gebruikt zijn in Metropolis. Voor Amerikaanse bioscopen werd het verhaal ingekort tot 80 minuten, wat inhield dat vrijwel alle controversiële scènes, zoals het verdrinken van de kinderen, ontmoetingen in nachtclubs met exotische danseressen en een scène waarin het bestaan van God ontkend wordt, werden geschrapt.
In 1931 scheidde het stel. Ze bleven samenwerken totdat Lang emigreerde. In april 1933 was hun scheiding officieel. Een aantal van haar romans werd verfilmd.
Nadat Lang het land verlaten had, bleef Von Harbou in Duitsland werken. Ze had de regie over twee films en schreef scenario's voor films van Veit Harlan en Hans Steinhoff, die sympathiseerden met het naziregime. Na 1945 werd Thea von Harbou kort geïnterneerd en moest puinruimen. Daarna schreef zij tot haar overlijden in 1954 nasynchronisatieteksten, goedkope romannetjes en scenario's.

## Werken (selectie)

### Regie
- 1934: Elisabeth und der Narr
- 1934: Hanneles Himmelfahrt

### Draaiboeken
- 1920: Die Legende von der heiligen Simplicia, Joe May
- 1920: Das wandernde Bild, Fritz Lang
- 1921: Das indische Grabmal (2 delen), Joe May
- 1921: Der müde Tod, Fritz Lang
- 1922: Der brennende Acker, Friedrich Wilhelm Murnau
- 1922: Dr. Mabuse, der Spieler, Fritz Lang
- 1922: Phantom, Friedrich Wilhelm Murnau
- 1923: Die Austreibung, Friedrich Wilhelm Murnau
- 1923: Die Prinzessin Suwarin
- 1924: Die Nibelungen, Fritz Lang
- 1924: Die Finanzen des Großherzogs, Friedrich Wilhelm Murnau
- 1924: Michael, Carl Theodor Dreyer
- 1925: Zur Chronik von Grieshuus, Arthur von Gerlach
- 1927: Metropolis, Fritz Lang
- 1928: Spione, Fritz Lang
- 1929: Frau im Mond, Fritz Lang
- 1931: M, Fritz Lang
- 1932: Das erste Recht des Kindes, (uit het dagboek van een vrouwenarts), Fritz Wendhausen
- 1933: Das Testament des Dr. Mabuse, Fritz Lang (gebaseerd op de roman Dr Mabuse's letztes Spiel van Norbert Jacques; geschreven in 1932 maar pas gepubliceerd in 1950)
- 1933: Der Läufer von Marathon, E. A. Dupont
- 1934: Hanneles Himmelfahrt
- 1934: Prinzessin Turandot
- 1935: Ein idealer Gatte, Herbert Selpin
- 1935: Ich war Jack Mortimer
- 1935: Der alte und der junge König, Hans Steinhoff
- 1936: Eine Frau ohne Bedeutung
- 1936: Die unmögliche Frau, Johannes Meyer
- 1937: Der zerbrochene Krug, Gustav Ucicky
- 1937: Der Herrscher, Veit Harlan
- 1938: Jugend
- 1938: Die Frau am Scheidewege
- 1938: Verwehte Spuren, Felix Lützkendorf, Veit Harlan
- 1939: Menschen vom Varieté, Josef von Báky
- 1939: Hurra! Ich bin Papa!, Kurt Hoffmann
- 1940: Lauter Liebe
- 1940: Wie konntest Du, Veronika!
- 1941: Am Abend auf der Heide
- 1941: Clarissa (onbenoemd)
- 1941: Annelie
- 1943/1944: Eine Frau für drei Tage
- 1945: Via Mala
- 1945: Das Leben geht weiter, Wolfgang Liebeneiner
- 1945: Fahrt ins Glück, Erich Engel
- 1951: Dr. Holl, Rolf Hansen
- 1953: Dein Herz ist meine Heimat, Richard Häussler

## Romans (selectie)
- 1910: Die nach uns kommen. Ein Dorfroman
- 1913: Der Krieg und die Frauen
- 1913: Von Engeln und Teufelchen
- 1915: Der unsterbliche Acker
- 1915: Die Masken des Todes
- 1915: Du junge Wacht am Rhein!
- 1915: Deutsche Frauen
- 1916: Aus Abend und Morgen ein neuer Tag
- 1916: Die Deutsche Frau im Weltkrieg
- 1916: Die Mondscheinprinzessin
- 1916: Die Flucht der Beate Hoyermann
- 1917: Der belagerte Tempel
- 1918: Adrian Drost und sein Land
- 1918: Das Indische Grabmal
- 1919: Legenden
- 1919: Sonderbare Heilige
- 1920: Gold im Feuer
- 1920: Die unheilige Dreieinigkeit
- 1920: Das Haus ohne Tür und Fenster
- 1924: Das Nibelungenbuch
- 1926: Die Insel der Unsterblichen
- 1926: Metropolis
- 1927: Mann zwischen Frauen. Novellen
- 1928: Frau im Mond
- 1928: Spione
- 1931: Du bist unmöglich
- 1935: Liebesbriefe aus St. Florin
- 1941: Aufblühender Lotus
- 1949: Der Dieb von Bagdad
- 1962: Gartenstrasse 64

- Bibsys: 90851285
- Biblioteca Nacional de España: XX819945
- Bibliothèque nationale de France: cb133217507 (data)
- Catàleg d'autoritats de noms i títols de Catalunya: 981058526083606706
- CiNii: DA06186138
- Gemeinsame Normdatei: 118701495
- International Standard Name Identifier: 0000 0001 2103 1875
- Library of Congress Control Number: n50020574
- Nationale Bibliotheek van Letland: 000148412
- MusicBrainz: f2f3bcf7-cc27-460e-9cb3-1edffba90a40
- Bibliotheek van het Japanse parlement: 00467918
- Nationale Bibliotheek van Tsjechië: jx20060825002
- Nationale bibliotheek van Australië: 35752197
- Nationale Bibliotheek van Israël: 987007462729105171
- Nationale Bibliotheek van Polen: a0000002328865
- Nederlandse Thesaurus van Auteursnamen: 069349045
- Système universitaire de documentation: 027441342
- Trove: 1071363
- Virtual International Authority File: 95183930
- WorldCat: E39PBJyGTKYKV8gGGfJJmXBVmd